# UTC−12
| Süd-Sommer-/Nord-NormalzeitSeegebiet | Nord-Sommer-/Süd-NormalzeitStandardzeit ganzjährig |

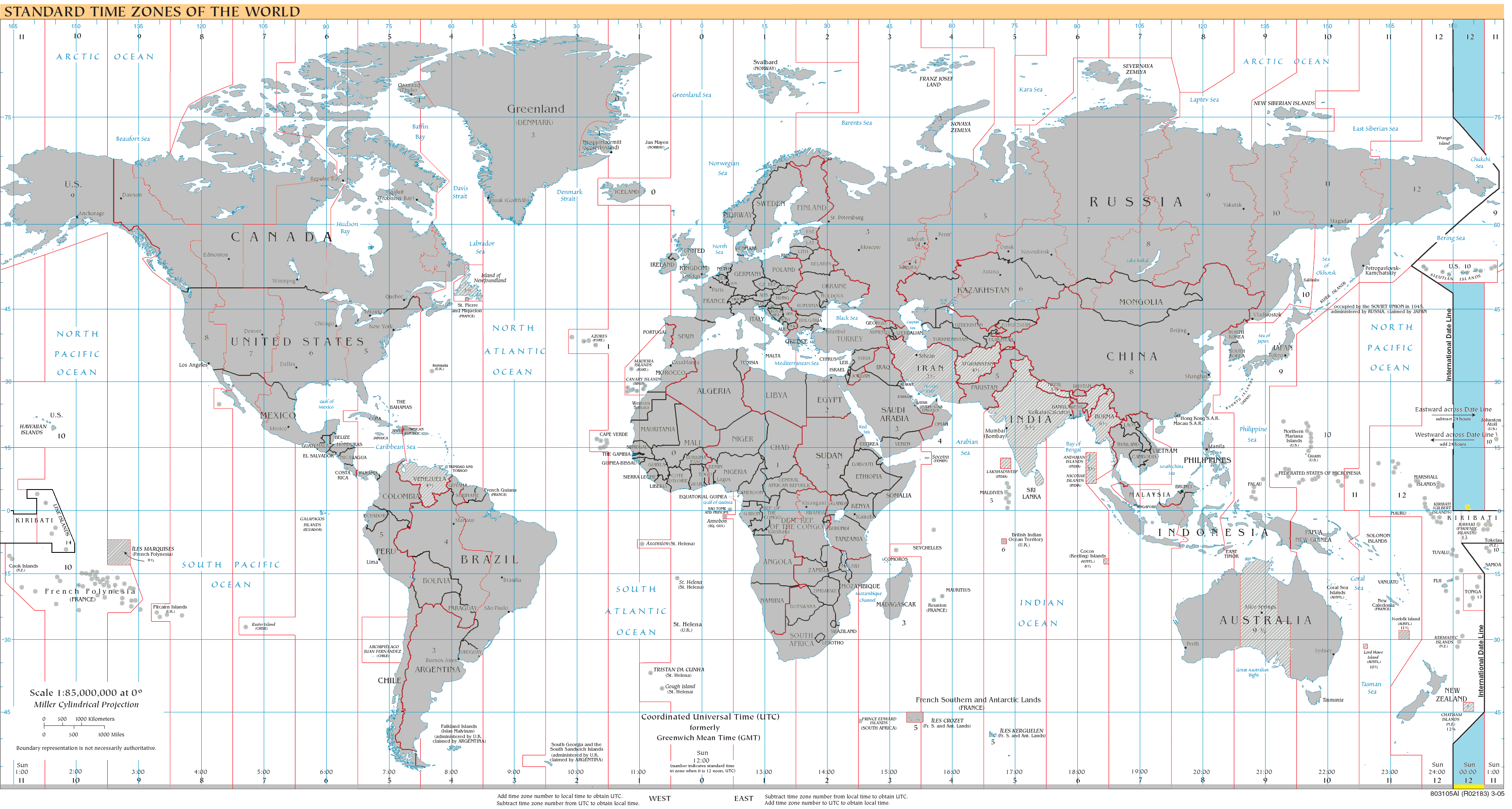
UTC−12:

UTC−12 ist eine Zonenzeit, welche den 180. Längengrad als Bezugsmeridian hat. Auf Uhren mit dieser Zonenzeit ist es zwölf Stunden früher als die koordinierte Weltzeit und dreizehn Stunden früher als die MEZ. Die einzigen Zeitzonen mit dieser Zonenzeit sind International Date Line West (IDLW) direkt an der Datumsgrenze und Baker Island Time (BIT). Das Gebiet ist der Ort der Erde, wo als letztes ein bestimmtes Datum endet und ein neues beginnt – nämlich 26 Stunden nach UTC+14 in Ost-Kiribati und (in der Südsommerzeit) Samoa. Deadlines ohne Angabe eines Ortes laufen somit hier als letztes ab, was dem Gebiet dieser Zeitzone die Bezeichnung Anywhere on Earth (AOE, irgendwo auf der Erde) einbrachte.
In IDLW liegen nur zwei – unbewohnte – Inseln, die Bakerinsel und die Howlandinsel. Die direkt westlich angrenzende Zonenzeit mit UTC+12 verwendet denselben Bezugsmeridian auf der anderen Seite der Datumsgrenze. Die beiden Zonenzeiten weisen einen Zeitunterschied von 24 Stunden auf. Deshalb gilt die gleiche Uhrzeit, aber ein um einen Tag unterschiedliches Datum. Es ist auf dortigen Uhren daher elf Stunden später als die MEZ.
Es gibt zwar bewohnte Inseln, die westlich der beiden o. g. Inseln liegen und eine Zeitzone östlich der Datumsgrenze haben, auf ihnen gilt jedoch eine Zeitzone mit geringerer Abweichung zur UTC: Auf den etwas westlich dieser beiden Inseln liegenden Midwayinseln, auf denen nur wissenschaftliches Personal lebt, gilt die Zeitzone UTC−11. Teils erheblich weiter westlich liegen die Aleuten, die die einzige Ausbeulung der Datumsgrenze nach Westen verursachen. Deren westlichste bewohnte Insel ist Shemya, aber auch Adak und Atka sind bewohnt und liegen westlich der Howland- und Bakerinseln. Sie haben die Zeitzone UTC−10 und zudem Sommerzeit (UTC−9).

## Geltungsbereich

### Ganzjährig
- Vereinigte Staaten
  - Bakerinsel (unbewohnt)
  - Howlandinsel (unbewohnt)